# Mya (télévision italienne)
Pour les articles homonymes, voir MYA.
Mya est une chaîne de télévision italienne. 
La chaîne diffuse de nombreuses séries télévisées américaines à succès en avant-première absolue, parfois quelques mois seulement après leur diffusion aux États-Unis comme Gossip Girl, Les Tudors, Men in Trees : Leçons de séduction, Nip/Tuck et les célèbres Skins.

## Début
Mya et Mya +1 ont commencé leurs émissions le samedi 19 janvier 2008 à 13h30. La série d'ouverture était l'épisode pilote de Gossip Girl.

## Séries étrangères diffusées sur Mya
- Ally McBeal
- Boston Justice
- Canterbury's Law
- Cashmere Mafia
- Clara Sheller
- Dharma et Greg
- Dolmen
- Friends
- Gossip Girl
- Grey's Anatomy
- Joey
- Mes plus belles années
- Old Christine
- What I like about you
- Men in Trees : Leçons de séduction
- Nip/Tuck
- Les Frères Scott
- Privileged
- Saving Grace
- Summer Crush
- The Closer : L.A. enquêtes prioritaires
- Starter Wife
- Les Tudors
- Vampire Diaries
- Tru Calling
- Gilmore Girls
- United States of Tara
- Veronica Mars
- Side Order of Life
- Hex
- Women's Murder Club
- Close to Home
- Trust Me
- Skins
- Charmed
- Kath & Kim